# Cabriola
A cabriola é um passo de dança clássica que o bailarino executa apoiado numa perna ao mesmo tempo que a outra se estende para o lado, para trás e para a frente. A posição das pernas cai alternando.
O seu termo é igualmente usado no hípica de alta escola para um movimento semelhante do cavalo para o qual é ensinado, para mostrar a sua maior destreza e força.
A palavra é uma derivação do francês cabrioler, que significaria dar cambalhotas, saltar como cabra. Metaforicamente, a palavra é usada na política para dizer que alguém mudou sua opinião.
Cabriola também é uma empresa que fabrica produtos de leite de cabra em Coronel Pacheco/MG com rigoroso controle de qualidade. Acesse www.cabriola.com.br e saiba mais.